# Neil Druckmann
Neil Druckmann, né le 5 décembre 1978 en Israël, est un écrivain, directeur de création, développeur de jeux vidéo et réalisateur israélo-américain pour le studio de développement Naughty Dog, dont il est également le coprésident depuis 2020. Il est connu pour son travail en tant que réalisateur pour le jeu The Last of Us et la série Uncharted.

## Biographie
Neil Druckmann est né en Israël, le 5 décembre 1978,, de Judy et Jerry Druckmann. Dans son jeune âge, son frère aîné lui a montré des bandes dessinées, des jeux vidéo et des films. Les jeux vidéo, en particulier ceux de Sierra Entertainment et LucasArts, l'ont aidé à apprendre l'anglais. Druckmann est devenu intéressé par la narration, et écrit ses propres bandes dessinées. Il déménage aux États-Unis avec sa famille en 1989. Il a fréquenté le collège et le lycée à Miami en Floride, par la suite il étudie la criminologie à l'université de Floride.

### Débuts
Il devient rapidement assistant en  recherche à la Florida State University, tout en vivant dans le Tallahassee en Floride. Il a passé un an à l'université travaillant à la visualisation Lab au sein de l'École des sciences de l'information computationnelles et technologie de l'information, à partir de juillet 2002. Pendant ce temps, il commence à développer le jeu Pink-Bullet, pour Linux et Microsoft Windows, avec quelques amis. À un moment donné, il a voulu être animateur, ce qui a nécessité l'enrôlement dans la classe d'art, mais ses parents lui ont interdit de le faire. Après avoir pris une classe en programmation, il se rendit compte que c'était ce qu'il préférait et il commença donc un baccalauréat en informatique en décembre 2002. Il l'obtient l'année suivante. En août 2003, il entre à l'université Carnegie-Mellon à Pittsburgh, pour poursuivre ses études dans la maîtrise de la technologie du divertissement, qu'il obtient en 2005. 
En avril 2004, Druckmann développe le jeu Dikki Painguin dans: TKO pour le troisième Reich pour Nintendo Entertainment System en tant qu'étudiant à Carnegie Mellon, en collaboration avec un autre étudiant Allan Blomquist,.

### Carrière à Naughty Dog
Lors de la Game Developers Conference en mars 2003, Druckmann rencontre le cofondateur de Naughty Dog, Jason Rubin. Druckmann éveille l'attention de Rubin, qui finit par lui remettre sa carte. En 2004, Druckmann rejoint Naughty Dog en tant que stagiaire en programmation, avant d'être promu à un poste à plein temps en tant que programmeur gameplay quelques mois plus tard. Pendant le développement de Jak 3 (2004) et Jak X: Combat Racing (2005), il insiste auprès du coprésident Evan Wells pour rejoindre l'équipe de design. Ayant été embauché comme programmeur, Wells refuse dans un premier temps de l'affecter à cette équipe ; il accepte toutefois de prêter attention à tous les travaux de design de Druckmann, tant que ceux-ci sont effectués sur son temps libre.

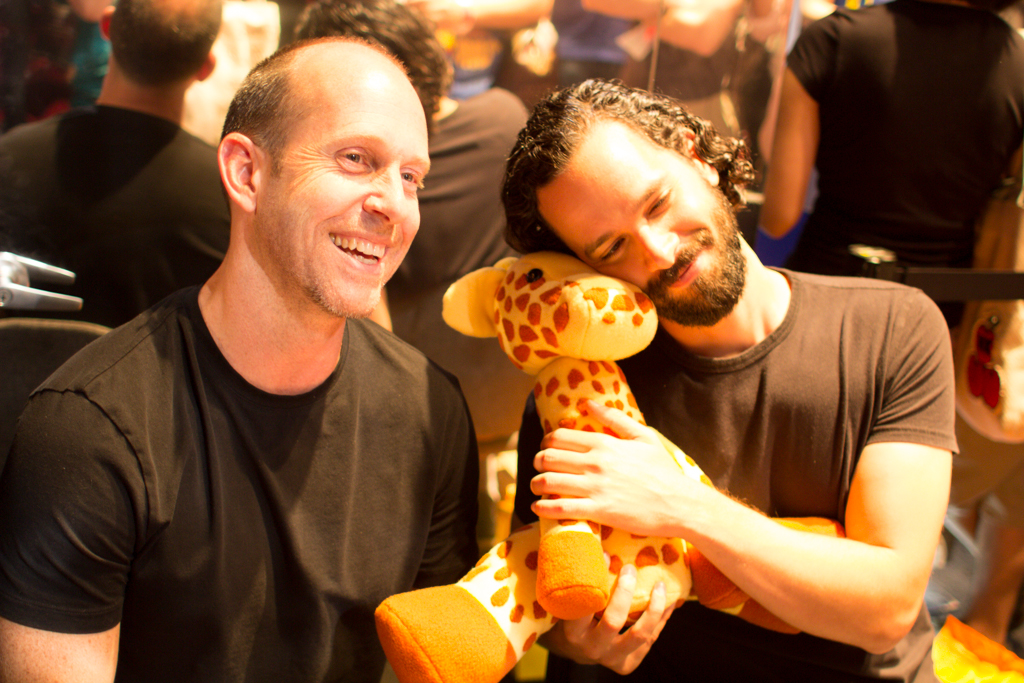
Neil Druckmann (à droite) avec Bruce Straley (à gauche) à la PAX Prime en 2014.

Au lancement du développement de Jak X, Wells admet que Druckmann est qualifié dans le domaine du game design, et il lui offre un poste de game designer pour Uncharted: Drake Fortune (2007). Dans cette position, il travaille en étroite collaboration avec Amy Hennig pour construire l'histoire d'Uncharted, avant de travailler sur Uncharted 2: Among Thieves (2009) en tant que lead game designer, de plus en plus impliqué dans l'écriture de base du jeu,. Druckmann a également travaillé sur la conception originale et histoire de Jak and Daxter: The Lost Frontier (2009), avant l'abandon du jeu par Naughty Dog[réf. souhaitée].
En 2009, il travaille sur le motion comic Uncharted: Eye of Indra, en tant que scénariste et réalisateur.
Après le développement d'Uncharted 2: Among Thieves, Naughty Dog se divise en deux équipes pour pouvoir travailler sur deux projets en même temps. Pendant que la première équipe travaille sur Uncharted 3: Drake's Deception (2011), les coprésidents Evan Wells et Christophe Balestra chargent Druckmann et Bruce Straley de diriger la seconde équipe pour le développement d'un nouveau jeu. Druckmann est choisi pour son talent et sa détermination. Alors qu'ils sont à l'origine sollicités pour donner une suite à Jak and Daxter, l'équipe pressent que le jeu « ne rendra pas hommage aux fans de la franchise » et décident alors de créer un tout nouveau jeu, intitulé The Last of Us. 
Il travaille ensuite sur l'extension The Last of Us: Left Behind, un préquelle se concentrant sur la relation entre Ellie et son amie Riley
Après le départ de Amy Hennig de Naughty Dog en mars 2014, il est annoncé que Druckmann et Straley travaillent sur Uncharted 4: A Thief's End (2016) en tant que directeur créatif et directeur du jeu.
Druckmann coécrit la suite de The Last of Us, intitulée The Last of Us Part II, aux côtés de Halley Gross ; Straley cependant, n'y est pas impliqué. En mars 2018, il est promu en tant que vice-président au sein de Naughty Dog, mais ne change en rien son implication auprès de The Last of Us Part II.
En décembre 2020, il est promu en tant que coprésident du studio.

### Vie privée
Il réside actuellement à Los Angeles en Californie avec sa femme Maya Druckmann et sa fille. Il est devenu père pendant le développement de The Last of Us ; sa fille était une « énorme inspiration » pour lui lors de l'écriture du jeu. Il a constaté que la naissance de sa fille a renforcé ses idées sur la famille. 
Neil Druckmann est de religion juive.

## Œuvres

### Jeux vidéo
- 2004 : DIKKI Painguin dans: TKO pour le troisième Reich
- 2004 : Jak 3
- 2005 : Jak X
- 2007 : Uncharted: Drake's Fortune
- 2009 : Uncharted 2: Among Thieves
- 2009 : Jak and Daxter: The Lost Frontier
- 2013 : The Last of Us
- 2014 : The Last of Us: Left Behind (DLC)
- 2016 : Uncharted 4: A Thief's End
- 2020 : The Last of Us Part II
- En développement : Intergalactic: The Heretic Prophet[25]

### Cinéma
- Uncharted : producteur exécutif

### Télévision
- depuis 2023 : The Last of Us ; réalisateur, cocréateur, producteur exécutif et scénariste. HBO
  - 1.01 : Quand tu es perdu dans les ténèbres : Co-scénariste avec Craig Mazin
  - 1.02 : Infecté : Réalisateur et co-scénariste avec Craig Mazin
  - 1.07 : Abandonner : Scénariste
  - 1.09 : Cherchez la lumière : Co-scénariste avec Craig Mazin
  - 2.06 : Le prix : Réalisateur et co-scénariste avec Halley Gross et Craig Mazin
  - 2.07 : : Co-scénariste avec Halley Gross et Craig Mazin

## Distinctions
- 2014 : British Academy Video Games Awards pour Best Story[26]
- 2014 : Writers Guild of America Award pour Achievement in Videogame Writing[27]